# Лазар Аврамов
Лазар Аврамов, је рођен 1921.у Хајдучици, насеље у општини Пландиште, у Јужнобанатском округу, у Србији. Редовни професор Пољопривредног факултета Универзитета у Београду.

## Биографија
Лазар Аврамов је основно образовање стекао у Вршцу, где је завршио Грађанску и Задружновинарску школу. Средњу пољопривредну школу завршио је у Букову, код Неготина. Дипломирао 1949. на Пољопривредном факултету у Земуну. На Факултету је биран у сва наставничка звања, а 1967. године за редовног професора за предмет Посебно виноградарство. Докторирао је 1955. године на Пољопривредном факултету у Земуну на теми Прилог изучавању фертилности важнијих домаћих и неких страних сорти винове лозе у виногорјима Н.Р. Србије. Научно и стручно усавршавање обавио је у САД и Совјетском Савезу.
Предмете из области виноградарства предавао је на редовним и постдипломским студијама и на Пољопривредним факултетима у Новом Саду, Приштини и Чачку, затим у Загребу и Љубљани. Био је ментор и члан комисија у бројним докторским и магистарским дисертацијама. Говори енглески, немачки, руски и мађарски. Служи се француским, италијанским, румунским и словачким језиком.
На Пољопривредном факултету у Земуну био је: шеф Катедре за виноградарство, директор Института за хортикултуру, управник Центра за селекцију винове лозе и управник Центра за винарство и виноградарство, Воћарско виноградарске огледне Станице “Радмиловац» у Винчи. Декан факултета био је од 1961. до 1963. године.

## Радови и дела
Сам и у коауторству објавио је у домаћим научним часописима и зборницима, 183 научна рада, у иностраним научним часописима и зборницима 40 научних радова и 30 прегледних радова. Сам и у сарадњи објавио је 19 стручних књига, приручника и уџбеника. Књига Виноградарство награђена је специјалном наградом на XX Светском виноградарском и винарском конгресу у Мадриду. До 1998. сам и у сарадњи обрадио је преко 120 елабората, прединвестиционих информација, идејних пројеката, пројеката, студија и методика рада; публиковао је преко 200 стручних и осталих чланака; учествовао је у стварању: 14 нових стоних сорти винове лозе разних епоха сазревања, 4 нове црне и 2 нове беле винске сорте за квалитетна и врхунска вина, 1 нова сорта за обојени безалкохолни сок од грожђа.
Истакнута дела
- Монографија “ Description ampelographique officielle“, обрађено по “ Code “ систему 84 обележја за 363 сорте винове лозе, (коауторско дело),
- Рејонизација виноградарства Србије (коаут.дело у 6 том.),
- Рејонизација виноградарства Космета (коаут.дело 1 том),
- Пројекти (самост. и коаут.дела) за заснивање винограда и матичњака лозних подлога у Србији, Македонији, Херцеговини, Хрватској и др. И
- Елаборати (коаут.дела) за заштиту географског порекла грожђа и вина.

### Виноградарство – награђено дело
Приручник садржи комплексне информације из области виноградарства, почев од биологије, екологије, агротехнике, ђубрења, наводњавања до ампелографије где су дати и најновији подаци о рејонизацији виноградарства у СФРЈ. Стога је приручник намењен најширем кругу корисника, од инжењера агрономије практичара, студената и наставника до аматера виноградара.

## Чланство
Био је: Председник, потпредседнк и секретар Југословенског научног друштва виноградара и винара. Председник Заједнице научно истраживачких установа виноградарства СФРЈ. Председник Групације за лозни садни материјал СФРЈ. Члан Пленума и председник Савезне поткомисије за признавање сорти воћака и винове лозе Југославије. Председник Међурепубличко-Покрајинске комсије за рејонизацију виноградарства и виноградарски катастар СФРЈ. Директор Института за виноградарство и винарство СР Србије. Секретар Друштва пољопривредних инжењера и техничара СР Србије. Члан председништва Савеза пољопривредних инжењера и техничара Југославије (СПИТЈ) као и Србије (СПИТС). Председник Секције за виноградарство и винарство СПИТС-а. Председник комисије за банку гена у виноградарству СФРЈ. Био је: Дописни члан Виноградарско винарске академије наука Италије. Почасни доктор наука Универзитета за хортикултуру у Будимпешти. Члан групе експерата Међународног уреда за винову лозу и вино у Паризу. Члан Комисије за Биљне ресурсе и Банку гена ФАО у Риму. Члан Међународног Савета научног пројекта за брдско-планинско виноградарство у Аости-Италија. Члан Међународног удружења расадничара винове лозе (CIP), Геисенхеим – Немачка. Члан Америчког биографског института (ABI). Члан Међународног друштва за хортикултуру. Члан уређивачког савета научног часописа “ Vignevini “ у Италији. Добитник је преко 30 диплома, плакета, признања и захвалница у Југославији, три ордена и већег броја међународних признања.

## Домаће сорте вина
Домаће сорте грожђа и вина као што су прокупац, смедеревка, пловдина, па онда седуша из Бачког Банаштора или сорте као што су неопланта, петра или сила су веома квалитетне сорте, и по приносу и по снази, које су створили експерти Сима Лазић, Петар Циндрић и професор Лазар Аврамов. Само за Аврамова везује се настанак 23 нове сорте, што винског што стоног грожђа.